# Ron Mercer
Ronald (Ron) Eugene Mercer (* 18. Mai 1976 in Nashville, Tennessee) ist ein ehemaliger amerikanischer Basketballspieler. Der 2,01 m große Swingman war von 1997 bis 2005 in der NBA aktiv. 

## NBA
Mercer gewann mit der University of Kentucky im Jahre 1996 die NCAA-Basketballmeisterschaft. Beim NBA-Draft 1997 wurde er von den Boston Celtics an 6. Stelle ausgewählt. Zu dieser Zeit übernahm Rick Pitino, sein ehemaliger Collegetrainer in Kentucky, das Traineramt bei den Celtics. Auch sein damaliger Collegemitspieler Antoine Walker stand zu dieser Zeit bei den Celtics unter Vertrag. Gemeinsam mit ihm und Rookiekollege Chauncey Billups gehörten die Celtics zu den jüngsten Teams in der Liga. Mercer erzielte bereits in seinem ersten Jahr gut 15 Punkte pro Spiel und wurde am Ende der Saison ins NBA All-Rookie Team gewählt. In seinem zweiten Jahr etablierte sich Mercer neben Walker zur zweiten Kraft. Die Celtics erreichten jedoch in beiden Jahren nicht die Playoffs.
Nach zwei Jahren wurde Mercer zu den Denver Nuggets abgegeben. Er spielte jedoch nur 37 Spiele für Denver, ehe man ihn zu den Orlando Magic transferierte. Nach der Saison verließ er Orlando und schloss sich den Chicago Bulls an. Bei den schwachen Bulls war Mercer neben Elton Brand die stärkste Option im Angriff und erzielte durchschnittlich 19,7 Punkte pro Spiel. Trotz alledem wurde Mercer in der darauffolgenden Saison gemeinsam mit Ron Artest zu den Indiana Pacers transferiert. Im Gegenzug erhielten die Bulls Jalen Rose. Bei den Pacers verlor er seinen Stammplatz für die nächsten Jahre.
Bei seinen letzten beiden Stationen bei den San Antonio Spurs und New Jersey Nets füllte er nur noch die Funktion des Rollenspielers aus. Am 15. August 2005 wurde er von den Nets entlassen und fand seitdem kein neues Team in der NBA.